# Norbert Wiener
Norbert Wiener (Columbia, 26 novembre 1894 – Stoccolma, 18 marzo 1964) è stato un matematico e statistico statunitense.
Divenne famoso per le ricerche sul calcolo delle probabilità, ma soprattutto per gli sviluppi dati, insieme a Claude Shannon, alla teoria dell'informazione, essendo riconosciuto come il padre della cibernetica moderna.
Dagli studi di Wiener nacque la cibernetica, scienza di orientamento interdisciplinare che si occupa non solo del controllo automatico dei macchinari mediante il computer e altri strumenti elettronici, ma anche dello studio del cervello umano, del sistema nervoso e del rapporto tra i due sistemi, artificiale e biologico, di comunicazione e di controllo.
Portano il suo nome il processo di Wiener, il filtro di Wiener, il teorema di Wiener-Chinčin, l'indice di Shannon-Wiener, lo spazio di Wiener, il teorema di Paley-Wiener, l'equazione di Wiener-Hopf.

## Biografia

### Infanzia
Nacque a Columbia in una famiglia ebraica, primo figlio di Leo Wiener e di Bertha Kahn. La madre era autoctona, mentre il padre, nato in Polonia ma di lingua tedesca, era immigrato negli USA a 18 anni. La famiglia comprendeva anche le due sorelle Constance e Bertha, oltre al fratello Friederick. Leo Wiener era un poliglotta, brillante ed anticonvenzionale, che condusse una vita abbastanza avventurosa; emigrato per fondare una comunità in Centro America, giunse negli USA dopo il fallimento di questo progetto, esercitando vari lavori. Al momento della nascita di Norbert insegnava lingue all'Università del Missouri, e terminò la sua carriera come professore di lingue slave alla Harvard University.
Sulla vita di Wiener e della sua famiglia abbiamo testimonianze di prima mano dai suoi due libri autobiografici Ex prodigy e I am a mathematician.
Leo Wiener esercitò una forte influenza sullo sviluppo intellettuale dei figli, impegnandosi personalmente nella loro formazione. Norbert fu un bambino prodigio: a diciotto mesi imparò l'alfabeto, a tre anni iniziò a leggere e a cinque declamava in greco e latino. A sette anni entrò alla Peabody School di Cambridge (Massachusetts), ma a causa di alcuni contrasti sulla classe più adatta ad accoglierlo, il padre decise di occuparsi personalmente dell'istruzione di Norbert. A otto anni gli fu diagnosticata una grave miopia per via dello studio e il medico gli consigliò di non leggere per sei mesi per non aggravare la malattia. Non potendo leggere, la madre gli leggeva le lezioni preparate dal padre, e studenti dell'università venivano a fargli lezioni di chimica, algebra, trigonometria. In breve Wiener sviluppò una prodigiosa memoria fotografica oltre a una eccellente capacità di ragionamento. All'età di dieci anni fu ammesso al liceo pubblico di Aver dove alla fine del primo anno fu spostato in quinta. Nel 1906 si diplomò con i voti più alti della classe.

### Studi universitari
A settembre dello stesso anno, iscrivendosi ad undici anni alla Tufts University, divenne il più giovane studente universitario della storia americana. Dopo tre anni, nel 1909, ottenne la laurea di primo livello in matematica, con una preparazione di base anche in chimica, fisica, biologia e filosofia. Nel 1909 si iscrisse alla specializzazione in zoologia alla prestigiosa Harvard University. Wiener era molto interessato dalla biologia, e sperava di divenire un ricercatore in quel campo; tuttavia si accorse dopo la laurea, frequentando il laboratorio, di non avere le capacità manuali e la pazienza necessarie per condurre ricerche sperimentali. Perciò, sempre su consiglio del padre, intraprese studi di filosofia, prima per un anno, nel 1910, alla Cornell University, e successivamente ad Harvard.
Qui si avvicinò alla logica matematica, e nella primavera del 1913 divenne il più giovane studente di quella università a ricevere il dottorato in filosofia con una tesi relativa alla logica di Russell e Whitehead. Nello stesso anno vinse una borsa post-specializzazione per un anno di viaggi e studi all'estero, e nel settembre del 1913 si recò al Trinity College di Cambridge, in Gran Bretagna, per studiare sotto la guida di Russell. Questi gli consigliò di approfondire le sue conoscenze matematiche; Wiener seguì quindi corsi con G. H. Hardy e J. E. Littlewood. Nell'anno successivo, sempre su suggerimento di Russell, fu per un trimestre a Gottinga, ove frequentò le lezioni di matematica di Hilbert, Landau e quelle di filosofia di Husserl.. Il periodo di Cambridge e Gottinga diede in definitiva a Wiener le conoscenze che gli permisero in seguito di divenire un matematico di rilievo.
Con lo scoppio della grande guerra, ai primi del 1915, Wiener tornò negli Stati Uniti; Harvard gli rinnovò la borsa di studio post-dottorato che egli impiegò, dopo un breve soggiorno in Gran Bretagna, alla Columbia University con John Dewey. Rientrò poi ad Harvard come istruttore di filosofia e logica matematica, pensando quindi di tornare alla sua prima vocazione filosofica. Non riuscì però ad ottenere una posizione stabile; più tardi Wiener attribuì le cause di questo insuccesso al presunto antisemitismo ed all'antipatia nei suoi confronti del matematico di Harvard G. D. Birkhoff; tuttavia, all'epoca era ancora immaturo come docente, né aveva prodotto pubblicazioni di rilievo.
Iniziò allora un periodo di incertezza nella sua vita professionale, ancora priva di una direzione precisa. Alternò delle attività come matematico (un periodo come istruttore all'Università del Maine; una collaborazione, alla fine nel 1918, con il centro militare di Aberdeen, nel Maryland, che sotto la direzione di Oswald Veblen eseguiva i calcoli per il tiro dell'artiglieria) ad alcuni impieghi e, nel 1916, ad un tentativo di arruolamento come ufficiale nell'esercito, reso impossibile dalla forte miopia. Finalmente, grazie all'interessamento di W. Osgood, che era amico del padre, trovò un posto nell'allora sconosciuto Massachusetts Institute of Technology, con l'incarico di condurre le esercitazioni di matematica degli studenti di ingegneria.

### Maturità
Il MIT, ove sarebbe rimasto per tutta la vita, rappresentò per Wiener un ambiente di lavoro proficuo sia professionalmente che dal punto di vista personale. Nel 1924 ebbe un incarico da assistente, fu promosso ad associato nel 1929, e nel 1932 divenne finalmente professore. Nel 1925 aveva sposato Margaret Engemann, emigrata negli USA da ragazza con la famiglia dalla Germania. Dal matrimonio nacquero due figlie, Barbara e Margaret, detta Peggy. La moglie ebbe un ruolo fondamentale nella vita di Wiener, occupandosi della vita pratica sua e della famiglia, e promuovendo attorno a lui un ambiente protetto e tranquillo che lo aiutasse a lavorare. Essa ebbe anche una forte influenza sulle sue scelte, spingendosi, secondo alcuni resoconti, ai limiti della manipolazione.
All'inizio della carriera al MIT, un incontro fortuito con il lavoro del matematico francese Fréchet lo portò allo studio dell'integrazione negli spazi funzionali. Sviluppando tale nozione, Wiener identificò una particolare tipologia di spazio funzionale; questa tuttavia era oggetto di studio contemporaneamente da parte di S. Banach, che lo anticipò di poco nella pubblicazione del risultato. Dopo aver pubblicato una nota sull'argomento non lavorò più su questo problema.
Wiener ebbe invece maggior fortuna nello studio del moto browniano, che conosceva dagli anni a Cambridge con Russell, e che studiò in modo innovativo dal punto di vista degli spazi funzionali. Tra il 1921 ed il 1923 pubblicò sull'argomento una serie di articoli ancora oggi fondamentali. Qui Wiener anticipa l'uso dei concetti di processo ed integrale stocastico, che saranno oggetto di vari sviluppi nei decenni successivi
L'interesse ai problemi della rappresentazione dei processi aleatori continuò con The homogeneous chaos (1938), estese i suoi interessi alla teoria ergodica, e, dopo la guerra, con Nonlinear problems in random theory (1958), che studia l'uso dei processi stocastici, come il processo di Wiener, per l'identificazione di sistemi non lineari.
Le richieste del MIT di trovare un fondamento matematico solido per il calcolo simbolico di Heaviside, che rappresentava un importante strumento di lavoro per l'analisi dei circuiti elettrici, lo spinsero ad approfondire l'analisi armonica. Nel 1930 pubblico un lavoro sulla Analisi armonica generalizzata, che espandeva l'analisi di Fourier all'analisi dei fenomeni stocastici, come il moto browniano. Nel 1932 enunciò una nuova versione del cosiddetto teorema Tauberiano, che generalizzava risultati già ottenuti dai suoi maestri di Cambridge Hardy e Littlewood. Nel 1931-1932 fu per un periodo di nuovo a Cambridge, ove iniziò una collaborazione con il giovane matematico britannico R. E. A. C. Paley, che portò alla pubblicazione nel 1934 del libro Fourier transforms in the complex domain. Nel 1933 Wiener aveva già pubblicato un altro libro sull'analisi armonica, The Fourier integral and certain of its applications.
Nel 1941, nell'ambito dell'attività militare per la II guerra mondiale, affrontò il problema del filtraggio segnale rumore e della previsione, scrivendo un rapporto classificato, poi ripubblicato nel 1949. Qui Wiener si pone il problema di separare un segnale ricevuto da un apparato di telecomunicazioni da un rumore ad esso sovrapposto (filtraggio), utilizzando a tal fine una stima dell'andamento futuro di tale segnale (previsione). In questo lavoro si servì di un risultato già raggiunto con E. Hopf sulla soluzione di equazioni integrali.
Durante tutta la sua carriera Wiener viaggiò sempre molto. Nel 1926-1927 aveva visitato l'Europa come Guggenheim Fellow, e per la stessa organizzazione fu anche a Parigi nel 1951. Nel 1935—1936 fu visiting professor in Cina, su iniziativa del suo allievo Yuk-Wing Lee, poi professore al MIT e studioso di reti elettriche e di teoria delle comunicazioni. Nel 1947, 1949, e 1951 passò dei periodi di ricerca in Messico all'Instituto Nacional de Cardiologìa, lavorando con il suo collaboratore di lunga data, il fisiologo A. Rosenblueth. Nel 1955-1956 fu visiting professor a Calcutta, in India. Tra il 1960 e il 1962 passò due semestri all'Università di Napoli, e nell'ultimo anno di vita, il 1964, era visiting professor in Olanda.
Wiener morì per attacco cardiaco mentre si trovava a Stoccolma per una conferenza.

## Contributi
(Norbert Wiener)
Wiener è stato uno studioso ante-litteram dei processi stocastici e dei processi di disturbo del segnale, contribuendo in maniera rilevante all'ingegneria elettronica, alle comunicazioni elettroniche, e ai sistemi di controllo.

### Teoria delle telecomunicazioni
Molti dei risultati di Wiener, pur se in genere motivati da ricerche di matematica pura, hanno avuto importanza nello sviluppo della moderna teoria matematica delle comunicazioni elettriche, in particolare nell'identificarla come un problema statistico, da trattare con i concetti e gli strumenti matematici di questa disciplina.
Una prima serie di risultati deriva dalla teoria del moto browniano, che fornisce gli strumenti matematici per la descrizione di segnali aleatori, siano essi messaggi o rumore.
Altri risultati derivano dallo studio della trasformata di Fourier, come il cosiddetto teorema di Paley-Wiener.
Il teorema di Wiener-Chinčin rende possibile il calcolo dello spettro di densità di un segnale, certo o aleatorio, a partire dalla sua funzione di autocorrelazione.
Nell'elaborazione del segnale, il filtro di Wiener, proposto da Wiener nel 1940 e reso pubblico nel 1949, ha lo scopo di ridurre la quantità di rumore presente nel segnale tramite una stima del segnale in assenza del rumore.
Quella che oggi viene indicata come teoria dell'informazione è dovuta a Claude Shannon. Wiener ha tuttavia sempre rivendicato il suo ruolo nello sviluppo di un concetto di misura dell'informazione; un abbozzo in tal senso, che non venne ulteriormente sviluppato, è contenuto in La cibernetica.

### Matematica
Wiener ebbe un grande interesse per la teoria matematica del moto browniano (che prende il nome da Robert Brown) dimostrando molti risultati oggi ampiamente noti, come la non differenziabilità dei percorsi. Di conseguenza, la versione unidimensionale del moto browniano è stata denominata come il processo di Wiener. È il più noto dei processi di Lévy; è un processo stocastico càdlàg con incremento stazionario statisticamente indipendente, e si verifica spesso in matematica pura e applicata, fisica ed economia applicata (ad esempio nel mercato azionario).
Il teorema tauberiano di Wiener, un lavoro del 1932 di Wiener, fu sviluppato dal teorema Tauberiano all'interno di serie divergenti (una delle tante facce dell'analisi reale). Wiener dimostrò che la maggior parte dei risultati noti poteva essere raccolta in un criterio dettato dall'analisi armonica. Nella sua attuale formulazione, il teorema di Wiener non ha alcuna associazione evidente con i teoremi tauberiani, che si occupano di serie infinite; la traslazione dei risultati formulati tramite integrali o usando il linguaggio di analisi funzionale e algebra di Banach è comunque un processo relativamente banale.

### Cibernetica
La peculiare formazione culturale di Wiener, un matematico che veniva dalla biologia e dalla filosofia, ed il cui lavoro era vicino alle applicazioni tecnologiche, si riflette nell'impianto del concetto per il quale Wiener è divenuto famoso anche al di fuori del circolo dei matematici di professione, quello della cibernetica. Quest'idea, sulla quale Wiener scrisse tre libri (La cibernetica: Controllo e comunicazione nell'animale e nella macchina, Introduzione alla cibernetica - L'uso umano degli esseri umani e Dio & Golem SpA - Cibernetica e religione), rappresenta un tentativo di sintesi fra la biologia, la neurofisiologia, la tecnica di gestione dell'informazione, unificati dall'adozione di strumenti matematici comuni, con lo scopo di dimostrare come le macchine fossero assimilabili agli esseri umani per quelle facoltà - fino ad allora considerate tipicamente umane - come il linguaggio, il comando, il controllo e, soprattutto, l'apprendimento.
Il tema della cibernetica aveva rilevanza per i sistemi di controllo automatici. In tali ricerche, Wiener capì che sia un animale, un contesto comunicativo, una centralina antiaerea in grado di autocorreggere il tiro, erano tutte "macchine cibernetiche": che elaborano informazione. In particolare, si trattava di nuovi sistemi automatici retroazionati, in cui il comportamento intenzionale (o teleologico) era spiegato attraverso il meccanismo della retroazione (o feedback) negativa. Nel sistema di Wiener e Bigelow si ha un radar che osserva la rotta dell'aereo da abbattere. Il radar invia un segnale elettrico ad un calcolatore. Questo prevede la posizione futura dell'aereo sulla base della teoria della predizione e comanda il motore del cannone antiaereo.
Dopo il colpo, il radar verifica la nuova posizione dell'aereo.
La differenza tra posizione prevista e posizione effettiva viene reintrodotta nel calcolatore per correggere il tiro. Quest'ultimo processo di reinserire il dato di uscita in ingresso è detto "retroazione" (o "feedback") e in particolare "retroazione negativa", in quanto il dato di uscita è reintrodotto "a sottrarre" il dato di ingresso.
Il lavoro di Wiener sulla cibernetica ha influenzato Gregory Bateson e Margaret Mead e, tramite loro, campi come l'antropologia, la sociologia, e l'educazione.

## Per un uso umano degli esseri umani
Sebbene Wiener abbia contribuito alle innovazioni tecnologiche della sua epoca tanto da essere considerato il padre della cibernetica, si mostrò tuttavia ben consapevole dei pericoli che queste stesse innovazioni avrebbero potuto comportare. Quello in cui visse Wiener fu un periodo di grandi sconvolgimenti e cambiamenti: la Grande guerra, la Depressione del '29, l'ascesa dei totalitarismi in Europa, la seconda guerra mondiale con la comparsa della bomba atomica, la Guerra fredda. Tutti eventi che contribuirono, ognuno in modo diverso, a far crescere la consapevolezza di Wiener riguardo alle sue responsabilità di scienziato. Per Wiener, in particolare, l'aspetto saliente della bomba non era stata la circostanza di aver posto una fine rapida alla guerra, bensì di aver segnato il principio di un nuovo mondo, "un mondo [...] con cui dovremo convivere d'ora in avanti", in cui "per la prima volta nella storia è divenuto possibile, per un gruppo ristretto di poche migliaia di persone, minacciare la distruzione assoluta di altri milioni [...] senza alcun [...] rischio immediato per i suoi membri". La prospettiva di una "guerra combattuta pigiando un bottone" promossa dai più potenti uomini della nazione, ossia guerre combattute con armi atomiche lanciate automaticamente grazie a tecnologie computerizzate di comando e controllo (termini fondamentali nell'ottica della cibernetica), apparve agli occhi di Wiener come un vero e proprio abominio nei confronti dell'umanità:
Wiener affronta tali problematiche nello specifico nell'opera The Human Use of Human Beings; in un passo fondamentale dell'opera lo scienziato afferma:
Ad emergere nell'opera è il timore da parte di Wiener dell'eventualità che gli uomini finiscano con il cedere alle macchine i loro umani poteri di scelta e di controllo; il rischio di tale eventualità consiste per lo scienziato nella constatazione che se già la prima rivoluzione industriale aveva svalutato "il braccio umano attraverso la competizione dei macchinari", la seconda rivoluzione industriale – intesa da Wiener proprio come cibernetica – sarebbe stata "analogamente destinata a svalutare il cervello umano, almeno nelle sue decisioni più semplici e di routine, finché l'essere umano medio, dalle cognizioni mediocri o inferiori, non avrà nulla da vendere che valga la pena comprare".
Ciò nel senso in cui secondo Wiener, se da un lato più passa il tempo più le macchine si rivelano veloci ed efficienti di qualsiasi essere umano nella risoluzione di problemi, nell'atto del calcolo, e in ogni aspetto fondamentale che riguardi la sua vita, dall'altro lato ciò rende inutile qualsiasi interferenza umana nel lavoro delle macchine stesse, rendendo l'uomo sempre più obsoleto e mortificando le sue risorse intellettuali e fisiche, senza d'altro lato interessarsi ad accrescerle.
Davanti a tale stato di cose, criticando l'atteggiamento di coloro che ritengono che l'unico modo di sopravvivere vada ricercato nel passato – cosa che risulta ormai impossibile per lo stesso Wiener, nella convinzione che "non siamo liberi di tornare al nostro stato primitivo", in quanto "il progresso
industriale ha ipotecato il nostro futuro" –, e dunque l'atteggiamento degli intellettuali, che si mostrano decisamente contrari alle nuove macchine e alla nuova tecnologia sulla base di un'ostilità "che si fonda più su una certa nostalgia del passato e su una sterile insoddisfazione del presente, anziché su un atteggiamento meditato", Wiener ritiene fondamentale una vera e propria riflessione sull'etica della scienza e della tecnica nella nuova età cibernetica, al fine di recuperare il senso più autentico dell'umanità:
A parere di Wiener sono proprio questa flessibilità e questa integrità comunicativa umane ad essere violate e paralizzate dall'attuale tendenza della tecnica a subordinare l'uomo ai suoi bisogni e al suo incessabile progresso; ed è ancora questa stessa flessibilità che andrebbe recuperata, assieme alle fondamentali facoltà umane di adattabilità e modificabilità che essa comporta, affinché sia possibile che ogni individuo, anche e soprattutto all'interno di un sistema fondato sulla tecnica e sulla continua creazione di nuove macchine, possa al tempo stesso recuperare nel rapporto con gli strumenti tecnici la propria umanità, sviluppando le potenzialità che gli sono proprie.
Per Wiener infine recuperare questa dimensione vuol dire anche essere in grado di attuare una scelta costante tra bene e male, una responsabilità etica di discernimento che solo l'uomo possiede e che mai dovrà delegare alle macchine. Nell'ottica di Wiener le macchine sono infatti neutrali: non esistono macchine assolutamente buone o assolutamente cattive, il tutto dipende unicamente dall'uso che ne fa l'uomo, e dalle scelte che man mano prende al riguardo:
Guardando così al panorama delle promesse della sua nuova scienza ed ai pericoli insiti nella nuova era tecnologica, nonché all'incoscienza umana e al suo rifiuto di ogni responsabilità, Wiener esorta i suoi lettori a prestare attenzione ai suoi ammonimenti sul mondo moderno, e soprattutto ad assumersi il fardello morale che solo una scelta difficile e ponderata comporta:

## Opere
- La cibernetica: Controllo e comunicazione nell'animale e nella macchina (Cybernetics, or control and communication in the animal and the machine), 1948.
- Introduzione alla cibernetica - L'uso umano degli esseri umani (The human use of human beings), 1950.
- (EN) Ex-prodigy: my childhood and youth, 1953.
- I am a mathematician. The later life of a prodigy, 1956.
- Dio & Golem SpA - Cibernetica e religione (God & Golem, Inc.: A Comment on Certain Points Where Cybernetics Impinges on Religion), 1964.
- Collected works, voll. I-IV, a cura di P. Masani, 1976-1985.